# Friedhelm Püttmann
Friedhelm Püttmann (* 6. März 1926 in Kettwig; † 3. April 1995 in Mettmann) war ein Leitender Ministerialrat im Kultusministerium Nordrhein-Westfalen und Honorarprofessor für Theorie und Praxis des berufsbildenden Schulwesens an der RWTH Aachen.

## Leben und Wirken
Püttmann studierte an der Universität Münster Psychologie, Pädagogik und Soziologie und promovierte bei Wolfgang Metzger. Am 6. August 1985 wurde er zum Honorarprofessor für Theorie und Praxis des berufsbildenden Schulwesens an die RWTH Aachen berufen.
Püttmann war Mitgestalter der Berufsausbildung in Deutschland, u. a. als langjähriger Vorsitzender des Unterausschusses für Berufliche Bildung der Ständigen Konferenz der Kultusminister der Länder in der Bundesrepublik Deutschland (UABBi).
Darüber hinaus war er unter anderem Mitglied im Ausschuss für das allgemeine und berufsbildende Schulwesen des Europarates, Mitglied des beratenden Ausschusses „Schulische und berufliche Bildung“ der EG-Kommission, Vorsitzender der Unterkommission „Schulische und berufliche Bildung“ der deutsch-deutschen Bildungskommission und Stellvertretender Generalsekretär Europäischer Verband Beruflicher Bildungsträger EVBB.
Für seine Verdienste erhielt Püttmann am 15. November 1988 das Ehrenzeichen des Westdeutschen Handwerkskammertags (WHKT).

## Veröffentlichungen
- Der Einfluß eines vorgegebenen Lösungsverfahrens auf das selbständige Denken von Berufsschülern : Eine pädag.-psychol. Untersuchung. Dissertation. Münster 1966, DNB 481467661 (42 S.).
- Selbständiges Denken im Unterricht der Berufsschule : Eine pädagog.-psycholog. Untersuchung. Dissertation. Girardet, Essen 1967, DNB 457862599 (42 S.).
- mit Hermann Benner: 20 Jahre Gemeinsames Ergebnisprotokoll. Eine kritische Darstellung des Verfahrens zur Abstimmung von Ausbildungsordnungen und Rahmenlehrplänen für die Berufsausbildung in anerkannten Ausbildungsberufen aus Bundes- und Ländersicht. Hrsg.: Bundesministerium für Bildung und Wissenschaft. Bonn 1992 (66 S.).
- Die Situation der beruflichen Bildung. In: Bildung und Erziehung. Band 26, Nr. 3, 1973, ISSN 0006-2456, S. 359–367, doi:10.7788/bue-1973-jg36.
- Aufgabe und Stellung der beruflichen Schulen Im Bildungssystem. In: Bildung und Erziehung. Band 32, Nr. 4, 1979, ISSN 0006-2456, S. 10–15, doi:10.7788/bue-1979-jg04.
- Überbetriebliche Unterweisung und Berufsschulunterricht. In: Bildung und Erziehung. Band 34, Nr. 3, 1981, ISSN 0006-2456, S. 294–297, doi:10.7788/bue-1981-jg28.

- Veröffentlichungen von Friedhelm Püttmann im Bestand des Bundesinstituts für Berufsbildung (BIBB)